# エテルナミノル
エテルナミノル（欧字名:Eterna Minoru、2013年5月24日 - 2021年4月12日）は、日本の競走馬、繁殖牝馬。主な勝ち鞍は、2018年の愛知杯（GIII）。

## 経歴

### 出生前の背景、幼駒時代
母のダイワジェラートは、2004年生まれのフジキセキ産駒で、福島競馬場の未勝利戦勝利など、18戦1勝という成績を残し引退、社台ファームにて繁殖牝馬となる。
初年度からチチカステナンゴが2年連続で配合された。初仔ダイワブレイディは中山競馬場で2勝、ラジオNIKKEI賞（GIII）への出走を果たす（12着）など、31戦2勝。2番仔ダイワソフィーは、新馬戦勝利を果たしている。2番仔を産んだ後フジワラファームに移り、3年目にはシンボリクリスエスを配合したものの産駒を残せず、4年目の種付けに選ばれたのがエンパイアメーカーであった。フジワラファームの社長は、エンパイアメーカーをアメリカ合衆国で見た際、「素晴らしい馬」であると感じたという。日本に繋養されるようになって以来、エンパイアメーカーと自らの繁殖牝馬の交配に力を入れ、社長が「期待を寄せていた種牡馬」であった。

ダイワジェラートはその後毎年出産し、2020年3月18日には、デクラレーションオブウォーと配合された9番目の仔である牡馬を産んだ。しかし、静内軽種馬生産振興会が9月15日に開催した功労馬慰霊祭にて、1987年のラジオたんぱ杯3歳牝馬ステークス（GIII）勝利のプリンセススキーとともに「功労繁殖牝馬之碑」に名が刻まれている。
2013年5月24日、北海道新ひだか町のフジワラファームにて、エンパイアメーカーが配合された、後のエテルナミノルが誕生。牧場では、「性格は素直で扱いやすいタイプ」であったという。冠名（ミノル）の前に、イタリア語で「永遠」を意味する「エテルナ」をつけた「エテルナミノル」と命名された。育成をこなしたのち、栗東トレーニングセンター所属の本田優調教師の下に預けられる。

### 競走馬時代
2016年1月30日、中京競馬場の新馬戦（芝1600m）に石橋脩を鞍上に出走する予定だった。しかし、出走する前日に治療を受けていることが判明し、「競走馬に対する薬物等の使用の取締りに関する獣医委員の指示事項」の第10条（競走前日以降の治療）に違反したために、出走取消となり、デビューが先送りとなった。業務上の注意義務を怠ったとして、本田に過怠金3万円が課された。2月6日、京都競馬場の新馬戦（ダート1800m）に浜中俊を鞍上に、改めて新馬戦に登録、出走しワンダースペリオルに0.9秒離された2着となった。次戦の小倉競馬場の未勝利戦、蛯名正義を鞍上に後方に0.8秒離して勝ち上がる。続けてフラワーカップ（GIII）で重賞に初めて挑戦し、単勝13番人気ながらエンジェルフェイスに0.2秒差の5着となった。
自己条件の500万円以下は2戦で勝ち上がり、1000万円以下は3戦目の堀川特別でアドマイヤリードを退けて勝利し、続く昇級してのユートピアSでも勝利し連勝を果たし、3歳秋にしてオープンクラスに昇格することとなった。昇格後、牝馬限定重賞に参戦するものの下位入線が続き降級、再び1600万円以下となる。そこから2戦を要して、4歳の秋、八坂ステークス（1600万円以下）で勝利し、再びオープンクラスに昇格。中1週でエリザベス女王杯に進み、GI初出走を果たした（11着）。
5歳となり、初戦にはハンデキャップ競走の愛知杯（GIII）を選択。エリザベス女王杯でコンビを組んだ四位洋文とともに負担重量54kg、単勝6番人気の支持で出走した。先行集団を前に置く好位から最後の直線に入ると、馬場の真ん中から逃げ馬を捉えて先頭に立ち、その先頭目掛けて外から追い上げてきたレイホーロマンス、連覇を狙うマキシマムドパリを退けて勝利、重賞9度目の挑戦での制覇となった。四位は「ゲート練習を入念に（行った）。その効果で（中略）好位をとって流れに乗れたのは大きい」と振り返っている。
以降牝馬限定重賞を中心に、月1回のペースで出走するも、函館記念（GIII）で勝利したエアアンセムに0.2秒差の3着が目立つのみで、それ以外では下位での入線が続いた。5歳末、12月のベテルギウスステークス（OP）では、未勝利戦以来のダート競走に出走するも下位で敗退した。
6歳、2019年2月17日の小倉大賞典（GIII）12着を最後に、同じ本田優厩舎所属で吉岡實所有の桜花賞優勝馬、レーヌミノルとともに2月20日付でJRAの競走馬登録を抹消された。

### 引退後
引退後はレーヌミノルとともに北海道新ひだか町のフジワラファームにて繁殖牝馬となった。初年度は、ドゥラメンテと交配した後、結局ルーラーシップが種付けられた。2020年4月3日、父ルーラーシップの初仔の牝馬を出産した。2021年は4月11日にカリフォルニアクロームとの牡馬を出産したが、翌日の12日に死亡した。9月15日に静内軽種馬生産振興会が行った功労馬慰霊祭にてテスコガビーの母であるキタノリュウとともに「功労繁殖牝馬之碑」に名が刻まれた。

## 競走成績
以下の内容は、netkeiba.comの情報に基づく。
| 競走日     | 競馬場 | 競走名             | 格       | 距離（馬場）  | 頭 数 | 枠 番 | 馬 番 | オッズ （人気） | 着順 | タイム （上がり3F） | 着差 | 騎手        | 斤量 [kg] | 1着馬（2着馬）         | 馬体重 [kg] |
| ---------- | ------ | ------------------ | -------- | ------------- | ----- | ----- | ----- | --------------- | ---- | ------------------- | ---- | ----------- | --------- | ---------------------- | ----------- |
| 2016.01.30 | 中京   | 3歳新馬            |          | 芝1600m（不） | 15    | 8     | 16    |                 | 取消 |                     |      | 0石橋脩     | 54        | カネトシブレス         | 計不        |
| 0000.02.06 | 京都   | 3歳新馬            |          | ダ1800m（良） | 16    | 3     | 5     | 006.90（3人）   | 02着 | R1:55.3（38.8）     | -0.9 | 0浜中俊     | 54        | ワンダースペリオル     | 436         |
| 0000.02.21 | 小倉   | 3歳未勝利          |          | ダ1700m（不） | 16    | 5     | 9     | 001.70（1人）   | 01着 | R1:46.5（38.4）     | -0.8 | 0蛯名正義   | 54        | （ヌンダーウ）         | 434         |
| 0000.03.21 | 中山   | フラワーC          | GIII     | 芝1800m（良） | 16    | 6     | 11    | 058.1（13人）   | 05着 | R1:49.5（35.7）     | -0.2 | 0蛯名正義   | 54        | エンジェルフェイス     | 434         |
| 0000.05.07 | 京都   | 矢車賞             | 500万下  | 芝1800m（良） | 12    | 1     | 1     | 010.90（4人）   | 02着 | R1:48.5（34.0）     | -0.1 | 0菱田裕二   | 54        | ペプチドサプル         | 440         |
| 0000.05.21 | 京都   | 3歳500万下         |          | 芝1600m（良） | 16    | 3     | 6     | 004.30（2人）   | 01着 | R1:33.9（34.5）     | -0.2 | 0浜中俊     | 54        | （ミッキーグッドネス） | 442         |
| 0000.07.10 | 函館   | かもめ島特別       | 1000万下 | 芝1800m（良） | 13    | 4     | 5     | 007.20（3人）   | 06着 | R1:48.1（35.8）     | -0.7 | 0松岡正海   | 52        | マキシマムドパリ       | 444         |
| 0000.09.25 | 阪神   | 甲東特別           | 1000万下 | 芝1600m（良） | 15    | 7     | 13    | 008.00（5人）   | 06着 | R1:34.3（33.8）     | -0.6 | 0浜中俊     | 52        | ナガラフラワー         | 440         |
| 0000.10.15 | 京都   | 堀川特別           | 1000万下 | 芝1800m（良） | 8     | 5     | 5     | 005.00（4人）   | 01着 | R1:46.2（33.5）     | -0.0 | 0浜中俊     | 53        | （アドマイヤリード）   | 438         |
| 0000.11.19 | 東京   | ユートピアS        | 1600万下 | 芝1600m（稍） | 18    | 7     | 15    | 032.60（9人）   | 01着 | R1:34.7（34.5）     | -0.2 | 0松岡正海   | 54        | （マローブルー）       | 438         |
| 0000.12.17 | 中山   | ターコイズS        | 新設重賞 | 芝1600m（良） | 16    | 8     | 15    | 014.60（7人）   | 07着 | R1:34.1（35.5）     | -0.5 | 0蛯名正義   | 53        | マジックタイム         | 442         |
| 2017.02.18 | 京都   | 京都牝馬S          | GIII     | 芝1400m（稍） | 18    | 3     | 5     | 025.60（8人）   | 15着 | R1:23.5（34.9）     | 1.0  | 0池添謙一   | 54        | レッツゴードンキ       | 440         |
| 0000.04.08 | 阪神   | 阪神牝馬S          | GII      | 芝1600m（重） | 16    | 7     | 13    | 229.0（13人）   | 05着 | R1:35.3（35.8）     | -1.0 | 0池添謙一   | 54        | ミッキークイーン       | 444         |
| 0000.04.22 | 福島   | 福島牝馬S          | GIII     | 芝1800m（良） | 16    | 5     | 10    | 014.90（7人）   | 09着 | R1:47.6（36.5）     | -0.8 | 0菱田裕二   | 54        | ウキヨノカゼ           | 440         |
| 0000.06.24 | 阪神   | 垂水S              | 1600万下 | 芝1800m（良） | 9     | 8     | 9     | 013.60（4人）   | 02着 | R1:44.7（33.3）     | -0.2 | 0C.ルメール | 55        | シルバーステート       | 448         |
| 0000.07.30 | 札幌   | クイーンS          | GIII     | 芝1800m（良） | 13    | 8     | 13    | 049.8（10人）   | 05着 | R1:46.6（34.9）     | -0.9 | 0蛯名正義   | 55        | アエロリット           | 448         |
| 0000.10.28 | 京都   | 八坂S              | 1600万下 | 芝1800m（重） | 8     | 2     | 2     | 003.50（3人）   | 01着 | R1:49.8（34.4）     | -0.8 | 0和田竜二   | 55        | （アクート）           | 456         |
| 0000.11.12 | 京都   | エリザベス女王杯   | GI       | 芝2200m（良） | 18    | 8     | 18    | 208.1（16人）   | 11着 | R2:15.0（34.7）     | -0.7 | 0四位洋文   | 56        | モズカッチャン         | 458         |
| 0000.12.16 | 中山   | ターコイズS        | GIII     | 芝1600m（良） | 16    | 6     | 11    | 006.60（4人）   | 05着 | R1:34.3（34.1）     | -0.1 | 0和田竜二   | 54        | ミスパンテール         | 450         |
| 2018.01.13 | 中京   | 愛知杯             | GIII     | 芝2000m（良） | 18    | 5     | 10    | 011.60（6人）   | 01着 | R2:00.1（34.7）     | -0.1 | 0四位洋文   | 54        | （レイホーロマンス）   | 458         |
| 0000.03.10 | 中山   | 中山牝馬S          | GIII     | 芝1800m（稍） | 14    | 1     | 1     | 007.30（5人）   | 10着 | R1:49.6（34.9）     | -0.6 | 0四位洋文   | 56        | カワキタエンカ         | 454         |
| 0000.04.07 | 阪神   | 阪神牝馬S          | GII      | 芝1600m（良） | 13    | 5     | 7     | 068.7（12人）   | 08着 | R1:35.3（33.5）     | -0.5 | 0四位洋文   | 54        | ミスパンテール         | 458         |
| 0000.05.13 | 東京   | ヴィクトリアマイル | GI       | 芝1600m（稍） | 18    | 6     | 12    | 123.9（16人）   | 17着 | R1:33.7（34.2）     | -1.4 | 0四位洋文   | 55        | ジュールポレール       | 458         |
| 0000.06.10 | 阪神   | マーメイドS        | GIII     | 芝2000m（良） | 15    | 4     | 7     | 011.10（6人）   | 11着 | R2:00.1（35.6）     | -1.0 | 0和田竜二   | 55        | アンドリエッテ         | 466         |
| 0000.07.15 | 函館   | 函館記念           | GIII     | 芝2000m（良） | 15    | 8     | 14    | 065.1（13人）   | 03着 | R2:00.0（35.0）     | -0.2 | 0四位洋文   | 54        | エアアンセム           | 462         |
| 0000.07.29 | 札幌   | クイーンS          | GIII     | 芝1800m（良） | 11    | 8     | 11    | 017.10（8人）   | 06着 | R1:47.0（34.9）     | -0.8 | 0四位洋文   | 55        | ディアドラ             | 460         |
| 0000.11.11 | 京都   | エリザベス女王杯   | GI       | 芝2200m（良） | 17    | 8     | 15    | 306.2（15人）   | 15着 | R2:14.3（34.8）     | -1.2 | 0四位洋文   | 56        | リスグラシュー         | 464         |
| 0000.12.08 | 中京   | 中日新聞杯         | GIII     | 芝2000m（良） | 14    | 3     | 4     | 045.6（11人）   | 12着 | R2:00.6（37.3）     | -1.3 | 0四位洋文   | 54        | ギベオン               | 468         |
| 0000.12.28 | 阪神   | ベテルギウスS      | OP       | ダ1800m（良） | 16    | 3     | 5     | 015.60（9人）   | 09着 | R1:53.2（37.9）     | -0.7 | 0四位洋文   | 55        | ロードアルペジオ       | 464         |
| 2019.01.26 | 中京   | 愛知杯             | GIII     | 芝2000m（良） | 14    | 7     | 12    | 054.6（11人）   | 12着 | R2:01.2（34.7）     | -1.2 | 0四位洋文   | 55        | ワンブレスアウェイ     | 468         |
| 0000.02.17 | 小倉   | 小倉大賞典         | GIII     | 芝1800m（良） | 14    | 8     | 13    | 124.1（13人）   | 12着 | R1:47.6（34.6）     | -0.9 | 0松田大作   | 54        | スティッフェリオ       | 454         |

## 繁殖成績
|   | 馬名             | 誕生年 | 性 | 毛色 | 父                     | 厩舎                                             | 馬主   | 戦績               | 出典   |
| - | ---------------- | ------ | -- | ---- | ---------------------- | ------------------------------------------------ | ------ | ------------------ | ------ |
| 1 | オリビアミノル   | 2020年 | 牝 | 鹿毛 | ルーラーシップ         | 栗東・本田優                                     | 吉岡實 | 6戦0勝（中央抹消） | [ 37 ] |
| 2 | サンドオブエテル | 2021年 | 牡 | 鹿毛 | カリフォルニアクローム | 美浦・宮田敬介 →北海道・田中淳司 →美浦・蛯名正義 | 嶋田賢 | 9戦2勝（現役）     | [ 34 ] |

- 2025年4月11日現在[38]。

## 血統表
| エテルナミノルの血統               | エテルナミノルの血統                                                                                           | エテルナミノルの血統                                                                                           | （血統表の出典）                                                                                               | （血統表の出典） |
| 父系                               | ミスタープロスペクター系                                                                                       | ミスタープロスペクター系                                                                                       | ミスタープロスペクター系                                                                                       | [ § 2 ]          |
| 父 *エンパイアメーカー 2000 黒鹿毛 | 父の父Unbridled 1987 黒鹿毛                                                                                    | Fappiano | Mr. Prospector                                                                                                 | Mr. Prospector   |
| 父 *エンパイアメーカー 2000 黒鹿毛 | 父の父Unbridled 1987 黒鹿毛                                                                                    | Fappiano | Killaloe |                  |
| 父 *エンパイアメーカー 2000 黒鹿毛 | 父の父Unbridled 1987 黒鹿毛                                                                                    | Gana Facil | Le Fabuleux | Le Fabuleux      |
| 父 *エンパイアメーカー 2000 黒鹿毛 | 父の父Unbridled 1987 黒鹿毛                                                                                    | Gana Facil | Charedi |                  |
| 父 *エンパイアメーカー 2000 黒鹿毛 | 父の母Toussaud 1989 黒鹿毛                                                                                     | El Gran Senor                                                                                                  | Northern Dancer                                                                                                | Northern Dancer  |
| 父 *エンパイアメーカー 2000 黒鹿毛 | 父の母Toussaud 1989 黒鹿毛                                                                                     | El Gran Senor                                                                                                  | Sex Appeal |                  |
| 父 *エンパイアメーカー 2000 黒鹿毛 | 父の母Toussaud 1989 黒鹿毛                                                                                     | Image of Reality                                                                                               | In Reality | In Reality       |
| 父 *エンパイアメーカー 2000 黒鹿毛 | 父の母Toussaud 1989 黒鹿毛                                                                                     | Image of Reality                                                                                               | Edee's Image                                                                                                   |                  |
| 母 ダイワジェラート 2004 青鹿毛    | 母の父フジキセキ 1992 青鹿毛                                                                                   | *サンデーサイレンス                                                                                            | Halo | Halo             |
| 母 ダイワジェラート 2004 青鹿毛    | 母の父フジキセキ 1992 青鹿毛                                                                                   | *サンデーサイレンス                                                                                            | Wishing Well                                                                                                   |                  |
| 母 ダイワジェラート 2004 青鹿毛    | 母の父フジキセキ 1992 青鹿毛                                                                                   | *ミルレーサー                                                                                                  | Le Fabuleux | Le Fabuleux      |
| 母 ダイワジェラート 2004 青鹿毛    | 母の父フジキセキ 1992 青鹿毛                                                                                   | *ミルレーサー                                                                                                  | Marston's Mill                                                                                                 |                  |
| 母 ダイワジェラート 2004 青鹿毛    | 母の母ビューティーメイク 1989 鹿毛                                                                             | *リアルシャダイ                                                                                                | Roberto | Roberto          |
| 母 ダイワジェラート 2004 青鹿毛    | 母の母ビューティーメイク 1989 鹿毛                                                                             | *リアルシャダイ                                                                                                | Desert Vixen                                                                                                   |                  |
| 母 ダイワジェラート 2004 青鹿毛    | 母の母ビューティーメイク 1989 鹿毛                                                                             | *セイリングビューティ                                                                                          | Lyphard | Lyphard          |
| 母 ダイワジェラート 2004 青鹿毛    | 母の母ビューティーメイク 1989 鹿毛                                                                             | *セイリングビューティ                                                                                          | Sweetdric |                  |
| 母系(F-No.)                        | (FN:14-c) | (FN:14-c) | (FN:14-c) | [ § 3 ]          |
| 5代内の近親交配                    | Le Fabuleux 12.50% 4x4、Northern Dancer 9.38% 4x5、In Reality 15.63% 5･4x5･5、Hail to Reason 6.25% 5･5（母内） | Le Fabuleux 12.50% 4x4、Northern Dancer 9.38% 4x5、In Reality 15.63% 5･4x5･5、Hail to Reason 6.25% 5･5（母内） | Le Fabuleux 12.50% 4x4、Northern Dancer 9.38% 4x5、In Reality 15.63% 5･4x5･5、Hail to Reason 6.25% 5･5（母内） | [ § 4 ]          |
| 出典                               | 1. 2. 3. 4. | 1. 2. 3. 4. | 1. 2. 3. 4. | 1. 2. 3. 4.      |

- 従兄弟にオメガパフューム。そのほかの近親はプリティーポリー#モリ―デズモンド系を参照。